# José Antonio Guzmán
José Antonio Guzmán Matta (Viña del Mar, 29 de octubre de 1941) es un ingeniero, empresario y dirigente gremial chileno, presidente de la Confederación de la Producción y del Comercio (CPC), la principal organización empresarial de su país, entre 1990 y 1996.
Educado en el Colegio de los Padres Franceses de Santiago, obtuvo su título profesional de ingeniero civil en la Universidad de Chile en el año 1965. En esta casa de estudios compartió aulas con quien fuera presidente de Chile entre 1994-2000, Eduardo Frei Ruiz-Tagle.
Inició su carrera en el mundo de la construcción como empleado de la empresa Moller y Pérez-Cotapos. Estas labores lo llevaron a vivir en Arica (en el norte del país) y Ecuador, lugar donde iniciaría su independencia junto a un socio, Juan Larraín Doggenweiler. Así, en 1980, fundaron en Chile Guzmán y Larraín (G&L), la cual desarrolló una intensa actividad tanto dentro como fuera del país andino.
En 1989 alcanzó la presidencia de la Cámara Chilena de la Construcción de su país, cargo que debió dejar un año después para ocupar la presidencia de la CPC, en los comienzos del Gobierno de Patricio Aylwin, el primero tras el fin de la dictadura militar (1973-1990). De su gestión destaca la inauguración de la nueva sede de la CPC, ubicada en la comuna de Providencia.
Tras su salida de la multigremial se concentró en sus actividades empresariales. De este lapso destaca su paso por la presidencia del holding Enersis y la generadora Endesa Chile, tras ser alzado como hombre de consenso por las AFPs en el periodo que antecedió a la toma de control de ambas compañías por parte de la gigante Endesa España.
Fuera del mundo empresarial, intentó, en 1997, postular al Congreso Nacional pero debido a problemas de salud tuvo que cancelar su aspiración. Su plan era concurrir como candidato independiente, pero apoyado por la conservadora Unión Demócrata Independiente (UDI).
Entre 2006 y 2014 fue presidente del directorio de AFP Habitat, vinculada a la CChC.
Casado en 1966 con Eugenia Cruzat Amunátegui, prima del empresario Manuel Cruzat Infante, es padre de tres hijos.

### Condecoraciones extranjeras
- Comendador de la Orden de la Cruz del Sur ( Brasil, 1993).